# Lehti-Ryöskä
Lehti-Ryöskä är en ö i Finland. Den ligger i sjön Haukivesi och i kommunen Varkaus i den ekonomiska regionen  Varkaus ekonomiska region  och landskapet Norra Savolax, i den sydöstra delen av landet, 280 km nordost om huvudstaden Helsingfors. Öns area är 2,1 hektar och dess största längd är 280 meter i öst-västlig riktning.